# Sauveterrien
Het Sauveterrien was een Mesolithische archeologische cultuur die tussen 8500 en 7000 v.Chr. verspreid was over grote delen van West- en Midden-Europa. De naam is afgeleid van de typevindplaats Sauveterre-la-Lémance in het Franse departement Lot-et-Garonne.
De cultuur is ontstaan uit het Magdalénien en werd opgevolgd door het Tardenoisien en meer in het noorden de Maglemosecultuur. De naam is in 1928 ingevoerd door de Franse archeoloog Laurent Coulonges.
Kenmerkend voor de cultuur zijn de zeer kleine, vaak geometrische microlithen.  Gereedschappen voor het bewerken van hout ontbreken. 
Er zijn aanwijzingen gevonden voor rituele begrafenissen.